# 프레인TPC
프레인TPC(영어: PrainTPC)는 대한민국의 연예 기획사이다. 종합홍보회사 (주)프레인글로벌이 설립한 회사이며, TPC는 "Talented People Caring"을 뜻한다.

## 소속

### 배우·탤런트

#### 여성
- 박진주
- 배윤경
- 김가은
- 박지영
- 윤승아
- 이세영
- 이소희
- 조은지
- 최명빈
- 하서윤
- 이화겸
- 한다솔
- 오연아

#### 남성
- 김무열
- 김범수
- 김신비
- 김현준
- 류승룡
- 문정대
- 박용우
- 박형수
- 오정세
- 이준
- 이규성
- 원현준
- 곽민규

## 과거 소속
- 김민지
- 문정희
- 문지애
- 양익준
- 오상진
- 윤건
- 이초희
- 지수
- 김대명
- 조현철
- 류현경
- 유다인
- 이하나
- 유재상
- 정영섭